# Powiat Tuttlingen
Powiat Tuttlingen (niem. Landkreis Tuttlingen) – powiat w Niemczech, w  kraju związkowym Badenia-Wirtembergia, w rejencji Fryburg, w regionie Schwarzwald-Baar-Heuberg. Stolicą powiatu jest miasto Tuttlingen.

## Podział administracyjny
W skład powiatu Tuttlingen wchodzi:
- sześć gmin miejskich (Stadt)
- 29 gmin wiejskich (Gemeinde)
- trzy wspólnoty administracyjne (Vereinbarte Verwaltungsgemeinschaft)
- trzy związki gmin (Gemeindeverwaltungsverband)

Miasta:
| Lp. | Nazwa miasta           | Ludność (31.12.2010) | Powierzchnia km² |
| --- | ---------------------- | -------------------- | ---------------- |
| 1   | Fridingen an der Donau | 3.115                | 22,47            |
| 2   | Geisingen              | 6.009                | 73,74            |
| 3   | Mühlheim an der Donau  | 3.480                | 21,73            |
| 4   | Spaichingen            | 12.307               | 18,50            |
| 5   | Trossingen             | 15.310               | 24,20            |
| 6   | Tuttlingen             | 34.282               | 90,48            |

Gminy wiejskie:
| Lp. | Nazwa gminy            | Ludność (31.12.2010) | Powierzchnia km² |
| --- | ---------------------- | -------------------- | ---------------- |
| 1   | Aldingen               | 7.574                | 22,17            |
| 2   | Balgheim               | 1.126                | 7,61             |
| 3   | Bärenthal              | 439                  | 12,69            |
| 4   | Böttingen              | 1.489                | 16,31            |
| 5   | Bubsheim               | 1.172                | 8,29             |
| 6   | Buchheim               | 620                  | 18,31            |
| 7   | Deilingen              | 1.677                | 10,92            |
| 8   | Denkingen              | 2.525                | 15,02            |
| 9   | Dürbheim               | 1.674                | 14,85            |
| 10  | Durchhausen            | 922                  | 8,99             |
| 11  | Egesheim               | 631                  | 7,66             |
| 12  | Emmingen-Liptingen     | 4.479                | 54,57            |
| 13  | Frittlingen            | 2.127                | 8,79             |
| 14  | Gosheim                | 3.800                | 9,32             |
| 15  | Gunningen              | 710                  | 5,44             |
| 16  | Hausen ob Verena       | 750                  | 5,87             |
| 17  | Immendingen            | 5.903                | 74,03            |
| 18  | Irndorf                | 772                  | 14,56            |
| 19  | Kolbingen              | 1.297                | 16,49            |
| 20  | Königsheim             | 555                  | 4,36             |
| 21  | Mahlstetten            | 731                  | 12,21            |
| 22  | Neuhausen ob Eck       | 3.867                | 46,24            |
| 23  | Reichenbach am Heuberg | 488                  | 6,10             |
| 24  | Renquishausen          | 725                  | 7,70             |
| 25  | Rietheim-Weilheim      | 2.690                | 11,98            |
| 26  | Seitingen-Oberflacht   | 2.325                | 19,66            |
| 27  | Talheim                | 1.206                | 13,10            |
| 28  | Wehingen               | 3.632                | 14,59            |
| 29  | Wurmlingen             | 3.780                | 15,43            |

Wspólnoty administracyjne:
| Lp. | Nazwa wspólnoty administracyjnej | Ludność (31.12.2010) | Powierzchnia km² | Liczba gmin |
| --- | -------------------------------- | -------------------- | ---------------- | ----------- |
| 1   | Spaichingen                      | 30.303               | 121,33           | 9           |
| 2   | Trossingen                       | 18.148               | 51,73            | 4           |
| 3   | Tuttlingen                       | 51.423               | 238,36           | 6           |

Związki gmin:
| Lp. | Nazwa związku gmin    | Ludność (31.12.2010) | Powierzchnia km² | Liczba gmin |
| --- | --------------------- | -------------------- | ---------------- | ----------- |
| 1   | Donau-Heuberg         | 10.448               | 113,95           | 7           |
| 2   | Heuberg               | 11.955               | 61,24            | 7           |
| 3   | Immendingen-Geisingen | 11.912               | 147,77           | 2           |